# Copacabana (lied van Barry Manilow)
Copacabana (At the Copa) is een nummer van de Amerikaanse muzikant Barry Manilow. Het is een archetypische disco-hit en afkomstig van het album Even Now uit 1978. Op 3 juni dat jaar werd het nummer wereldwijd op single uitgebracht. In april 1993 werd het nummer in het Verenigd Koninkrijk en Ierland en in juni 1994 in Australië en Nieuw-Zeeland heruitgebracht op cd-single.

## Verhaal
Copacabana is het tragische relaas van Lola, een showdanseres in de eponieme Copacabanabar, een bar ergens benoorden van Havana. Lola werkte als danseres in haar diepuitgesneden jurk en veren in haar haar, terwijl haar geliefde, Tony, achter de bar werkte. Op een kwade dag kwam er een bezoeker binnen, Rico, klaarblijkelijk een patser met een diamanten ring, die wel van Lola's gedans gecharmeerd was. Rico liet Lola bij zich komen, en ging iets te ver. Tony zag dit vanachter de toog, en greep in. Er ontstond een worsteling, waarbij een schot viel en een van de ruziezoekers dodelijk getroffen werd. Het lied eindigt ermee dat Lola dertig jaar later nog in dezelfde jurk, maar beroofd van haar schoonheid en haar verstand als gevolg van het verlies van haar geliefde, zich in dezelfde bar te pletter drinkt.

## Achtergrond
De plaat werd in een aantal landen een hit. In Manilow's thuisland bereikte de plaat in de zomer van 1978 de 8e positie in de Billboard Hot 100. In Canada werd de 3e positie bereikt, Nieuw-Zeeland (1979) de 38e, Frankrijk de 2e en Duitsland de 6e. 
In Nederland was de plaat op zaterdag 3 juni 1978 de allereerste Favorietschijf bij de NCRV op Hilversum 3 en werd een gigantische hit in de destijds drie landelijke hitlijsten op de nationale publieke popzender. De plaat bereikte de 7e positie in de Nationale Hitparade en de 6e positie in zowel de Nederlandse Top 40 als de op 1 juni 1978 gestarte TROS Top 50. In de Europese hitlijst op Hilversum 3, de TROS Europarade, werd de 8e positie behaald.
In België bereikte de plaat de 5e positie in de voorloper van de Vlaamse Ultratop 50 en de 4e positie in de Vlaamse Radio 2 Top 30. In Wallonië werd géén notering behaald.  
In april 1993 werd het nummer in het Verenigd Koninkrijk en Ierland op cd-single heruitgebracht en behaalde de 21e positie in Ierland en in het Verenigd Koninkrijk de 22e positie in de UK Singles Chart. In juni 1994 werd het nummer ook in Australië en Nieuw-Zeeland heruitgebracht op cd-single en behaalde in Australië de 92e positie.
Sinds de allereerste editie in december 1999 t/m 2011 stond de plaat onafgebroken genoteerd in de jaarlijkse NPO Radio 2 Top 2000 van de Nederlandse publieke radiozender NPO Radio 2, met als hoogste notering een 655e positie in 2002.

## NPO Radio 2 Top 2000
| Nummer met noteringen in de NPO Radio 2 Top 2000 | '99 | '00  | '01 | '02 | '03  | '04  | '05  | '06  | '07  | '08  | '09  | '10  | '11  |
| ------------------------------------------------ | --- | ---- | --- | --- | ---- | ---- | ---- | ---- | ---- | ---- | ---- | ---- | ---- |
| Copacabana                                       | 922 | 1204 | 860 | 655 | 1410 | 1478 | 1446 | 1453 | 1306 | 1332 | 1793 | 1662 | 1877 |

1. ↑  Een vetgedrukt getal geeft de hoogste notering aan.
2. ↑  Deze tabel is bijgewerkt tot en met de laatste editie (2024).